# Santa Rosa de Lima
Santa Rosa de Lima là một đô thị thuộc bang Santa Catarina, Brasil. Đô thị này có diện tích 203 km², dân số năm 2007 là 2089 người, mật độ 10,3 người/km².